# Karaoğlan
 (décembre 2012).
Si vous disposez d'ouvrages ou d'articles de référence ou si vous connaissez des sites web de qualité traitant du thème abordé ici, merci de compléter l'article en donnant les références utiles à sa vérifiabilité et en les liant à la section « Notes et références ».
Karaoglan (en turc Karaoğlan) est une série de bande dessinée turque imaginée et dessinée par Suat Yalaz en 1962 et publiée sur près de deux générations[réf. souhaitée]. 

## Synopsis
Karaoglan, le personnage principal, est un aventurier qui visite plusieurs contrées de l'Asie, de l’Europe de l’Est et même de l’Afrique du nord, et combat Djamoka (Camoka en turc), un bandit mongol qui pille les villages avec ses hommes ainsi que plusieurs autres méchants ou oppresseurs 
Il devrait être ouïghour mais sa physionomie est typiquement caucasienne. L'histoire se déroule entre le XIIe et XIIIe siècles en Asie centrale durant le règne de Gengis Khan.
Son nom veut dire enfant noir en raison de sa chevelure noire[réf. nécessaire].

## Publication
La bande dessinée a commencé à paraître en petits fascicules puis est devenue une édition indépendante éditée par plusieurs maisons d’édition jusqu'en l’an 2000. 
Les aventures de ce héros ont paru sous d’autres titres dans d’autres pays après avoir été traduites en anglais, en français, en russe, en arabe.
En France Suat Yalaz publia Karaoglan d'abord sous le nom de Changor chez les éditions Lutece (6 numéros de juillet 1971 à décembre 1971) puis sous le nom de  Kébir chez S.F.P.I d’août 1971 à octobre 1977.
En Angleterre Suat Yalaz publia Karaoglan sous le nom de Kébir.
De la France Suat Yalaz esquissa une publication  russe de Karaoglan sous le nom de БОЭКАШИ (Bozkachi = match entre cavaliers pour accaparer une chèvre dans un stade ouvert  dans l'Asie centrale) .
En Iraq et avant la guerre irako-iranienne Suat Yalaz permit de publier Karaoglan sous le nom de صقر الصحراء (Saqr essahraa =Le faucon du désert).